# Elephantomyia (Elephantomyia) pictivena
Elephantomyia (Elephantomyia) pictivena is een tweevleugelige uit de familie steltmuggen (Limoniidae). De soort komt voor in het Afrotropisch gebied.